# 24226 Sekhsaria
24226 Sekhsaria este un asteroid din centura principală de asteroizi.

## Descriere
24226 Sekhsaria este un asteroid din centura principală de asteroizi. A fost descoperit pe 7 decembrie 1999 la Socorro, New Mexico, în cadrul proiectului LINEAR. Asteroidul prezintă o orbită caracterizată de o semiaxă mare de 3,10 ua, o excentricitate de 0,03 și o înclinație de 0,3° în raport cu ecliptica.